# Avibrissosturmia avida
Avibrissosturmia avida är en tvåvingeart som beskrevs av Townsend 1927. Avibrissosturmia avida ingår i släktet Avibrissosturmia och familjen parasitflugor.
Artens utbredningsområde är Peru. Inga underarter finns listade i Catalogue of Life.